# Caenohalictus fulgens
Caenohalictus fulgens är en biart som beskrevs av Rojas och Toro 2000. Caenohalictus fulgens ingår i släktet Caenohalictus och familjen vägbin. Inga underarter finns listade.